# Drömmen om Amerika: En film om Hjert och Tector
Drömmen om Amerika : En film om Hjert och Tector är en svensk långfilm från 1976. Filmen är regisserad av Christer Abrahamsen efter manus av honom själv, samt Niels Halding och Tom Lazarus. Janne Carlsson och Hans Klinga har huvudrollerna som Tector och Hjert. Filmen skildrar händelserna kring de sista offentliga avrättningarna i Sverige.
Filmen hade premiär i Sverige 19 november 1976 och visades i svensk TV för första gången 1986.

## Rollista (i urval)
- Hans Klinga – Hjert
- Janne Carlsson – Tector
- Mona Seilitz – Anna
- Eddie Axberg – Karl-Erik
- Olle Björling – Per-Johan
- Gösta Bredefeldt – länsman
- Stig Ossian Ericson – fängelsedirektör
- Ewa Fröling – Inger
- Nils Gustafsson – fängelsepräst
- Marian Gräns – Lisa
- Rune Hallberg – fängelsepräst
- Peter Lindgren – Per-Olov
- Ulla-Britt Norrman – Sigrid